# Rescue
Rescue är en äppelsort som utsetts till landskapsäpple för svenska Lappland och blev införd till Sverige från Kanada på 1950-talet. Skördas i september och har kort hållbarhet. Rescue är en av de allra tåligaste äppelsorterna som finns och går att odla från Zon 1 till 6. Blommar i maj och får vita blommor som sedan bildar små röda frukter. Trädet blir ca 6 meter högt och föredrar näringsrik och väldränerad jord.